# Święcice (Petite-Pologne)
Pour les articles homonymes, voir Święcice.
Święcice est une localité polonaise de la gmina de Słaboszów, située dans le powiat de Miechów en voïvodie de Petite-Pologne.